# Martha Lossio
Martha Enriqueta Lossio Leguía, coniugata García (Chiclayo, 3 aprile 1939 – 10 gennaio 2023), è stata una cestista peruviana.

## Carriera
Con il Perù disputò i Campionati mondiali del 1957.